# Sherfield Park
Sherfield Park est une paroisse civile du Hampshire, en Angleterre.